# Campeonato Maranhense de Futebol de 2010
O Campeonato Maranhense de Futebol de 2010 foi uma competição estadual de futebol realizada no Maranhão e organizada pela Federação Maranhense de Futebol. O campeonato foi disputado pelo sistema de pontos corridos em turno e returno.

## Clubes Participantes
| Escudo | Equipe         | Colocação em 2009 | Estádio (Mando) | Capacidade | Campeão Maranhense  |
|        | Bacabal        | 5º                | Correão         | 9 500      | 1 (em 1996)         |
|        | IAPE           | 8º                | Nhozinho Santos | 16 500     | 0 (não possui)      |
|        | Imperatriz     | 7º                | Frei Epifânio   | 10 000     | 1 (em 2005)         |
|        | JV Lideral*    | Campeão           | Walter Lira     | 1 200      | 1 (em 2009)         |
|        | Maranhão       | 6º                | Nhozinho Santos | 16 500     | 13 (último em 2007) |
|        | Nacional       | 3º                | Nagibão         | 5 700      | 0 (não possui)      |
|        | Sampaio Corrêa | 2º                | Nhozinho Santos | 16 500     | 28 (último em 2003) |
|        | Santa Quitéria | Campeão Série B   | Rodrigão        | 8 000      | 0 (não possui)      |
|        | São José       | 4º                | Nhozinho Santos | 16 500     | 0 (não possui)      |
|        | Viana          | 2º Série B        | Daniel Filho    | 3 725      | 0 (não possui)      |

* O  JV Lideral desistiu de participar.

## Regulamento
O torneio foi disputado em fase única. Foram realizados jogos de ida e volta e o clube que somou o maior número de pontos ao fim das rodadas foi o campeão  e também disputou a Copa do Brasil e o Brasileirão Série D do próximo ano. 

Os critérios para desempate em números de pontos são os seguintes, aplicados necessariamente na ordem em que aparecem: 

1. Maior número de vitórias; 

2. Melhor saldo de gols;

3. Maior número de gols pró;

4. Confronto direto (quando o empate for entre apenas duas equipes);

5. Menor número de cartões vermelhos;

6. Menor número de cartões amarelos;

7. Sorteio.

## Classificação Final[1]
| Classificação | Classificação          | Classificação | Classificação | Classificação | Classificação | Classificação | Classificação | Classificação | Classificação | Classificação |
| Pos           | Time                   | PG            | J             | V             | E             | D             | GP            | GS            | SG            | %             |
| 1             | Sampaio Corrêa         | 35            | 16            | 11            | 2             | 3             | 33            | 14            | 19            | 72,92%        |
| 2             | Santa Quitéria         | 34            | 16            | 11            | 1             | 4             | 31            | 15            | 16            | 70,83%        |
| 3             | IAPE                   | 29            | 16            | 9             | 2             | 5             | 28            | 16            | 12            | 60,41%        |
| 4             | Maranhão               | 29            | 16            | 9             | 2             | 5             | 27            | 16            | 11            | 60,41%        |
| 5             | Imperatriz             | 27            | 16            | 8             | 3             | 5             | 22            | 18            | 4             | 56,25%        |
| 6             | São José-MA            | 19            | 16            | 5             | 4             | 7             | 23            | 25            | -2            | 39,58%        |
| 7             | Nacional de Santa Inês | 13            | 16            | 3             | 4             | 9             | 18            | 37            | -19           | 27,08%        |
| 8             | Bacabal                | 10            | 16            | 3             | 1             | 12            | 18            | 37            | -19           | 20,83%        |
| 9             | Viana                  | 8             | 16            | 1             | 5             | 10            | 7             | 29            | -22           | 16,67%        |
| ------------- | ---------------------- | ------------- | ------------- | ------------- | ------------- | ------------- | ------------- | ------------- | ------------- | ------------- |

* O  JV Lideral desistiu de participar.

## Partidas Disputadas

### Primeiro Turno
| 2 de setembro 15:45 | Viana | 1 - 1 | São José |  |
|                     |       |       |          |  |

| 2 de setembro 20:30 | Maranhão | 1 - 0 | IAPE |  |
|                     |          |       |      |  |

| 17 de outubro 17:00 | Sampaio Corrêa | 1 - 2 | Santa Quitéria |  |
|                     |                |       |                |  |

| 5 de setembro 15:45 | Viana | 0 - 0 | IAPE |  |
|                     |       |       |      |  |

| 5 de setembro 17:00 | Imperatriz | 0 - 0 | Nacional |  |
|                     |            |       |          |  |

| 5 de setembro 17:00 | Bacabal | 0 - 2 | Santa Quitéria |  |
|                     |         |       |                |  |

| 7 de setembro 15:45 | Santa Quitéria | 1 - 0 | Maranhão |  |
|                     |                |       |          |  |

| 8 de setembro 17:00 | IAPE | 4 - 1 | Bacabal |  |
|                     |      |       |         |  |

| 8 de setembro 20:30 | Imperatriz | 2 - 0 | Viana |  |
|                     |            |       |       |  |

| 13 de outubro 20:30 | Nacional | 3 - 4 | Sampaio Corrêa |  |
|                     |          |       |                |  |

| 12 de setembro 15:45 | Santa Quitéria | 1 - 0 | Nacional |  |
|                      |                |       |          |  |

| 12 de setembro 16:00 | Maranhão | 1 - 0 | São José |  |
|                      |          |       |          |  |

| 12 de setembro 17:00 | Bacabal | 5 - 3 | Viana |  |
|                      |         |       |       |  |

| 12 de setembro 18:00 | IAPE | 1 - 1 | Imperatriz |  |
|                      |      |       |            |  |

| 15 de setembro 15:45 | Viana | 0 - 0 | Santa Quitéria |  |
|                      |       |       |                |  |

| 15 de setembro 20:30 | Sampaio Corrêa | 0 - 0 | São José |  |
|                      |                |       |          |  |

| 15 de setembro 20:30 | Imperatriz | 2 - 0 | Bacabal |  |
|                      |            |       |         |  |

| 16 de setembro 17:00 | Nacional | 2 - 2 | Maranhão |  |
|                      |          |       |          |  |

| 19 de setembro 15:45 | Viana | 0 - 1 | Nacional |  |
|                      |       |       |          |  |

| 19 de setembro 16:00 | IAPE | 2 - 1 | São José |  |
|                      |      |       |          |  |

| 19 de setembro 18:00 | Maranhão | 3 - 2 | Sampaio Corrêa |  |
|                      |          |       |                |  |

| 22 de setembro 15:45 | Viana | 0 - 2 | Maranhão |  |
|                      |       |       |          |  |

| 22 de setembro 15:45 | Santa Quitéria | 3 - 2 | São José |  |
|                      |                |       |          |  |

| 22 de setembro 20:30 | Sampaio Corrêa | 3 - 0 | Bacabal |  |
|                      |                |       |         |  |

| 23 de setembro 15:45 | Nacional | 1 - 6 | IAPE |  |
|                      |          |       |      |  |

| 26 de setembro 15:45 | Santa Quitéria | 1 - 0 | IAPE |  |
|                      |                |       |      |  |

| 26 de setembro 17:00 | Maranhão | 3 - 1 | Imperatriz |  |
|                      |          |       |            |  |

| 27 de setembro 20:30 | Bacabal | 2 - 3 | São José |  |
|                      |         |       |          |  |

| 30 de setembro 20:30 | Bacabal | 1 - 1 | Maranhão |  |
|                      |         |       |          |  |

| 30 de setembro 20:30 | Imperatriz | 3 - 2 | Santa Quitéria |  |
|                      |            |       |                |  |

| 2 de outubro 15:00 | São José | 1 - 2 | Nacional |  |
|                    |          |       |          |  |

| 20 de outubro 15:45 | Viana | 0 - 0 | Sampaio Corrêa |  |
|                     |       |       |                |  |

| 7 de outubro 20:30 | Sampaio Corrêa | 1 - 0 | Imperatriz |  |
|                    |                |       |            |  |

| 7 de outubro 20:30 | Nacional | 3 - 0* | Bacabal - O Nacional venceu por W.O |  |
|                    |          |        |                                     |  |

| 10 de outubro 16:00 | São José | 1 - 0 | Imperatriz |  |
|                     |          |       |            |  |

| 10 de outubro 18:00 | IAPE | 1 - 2 | Sampaio Corrêa |  |
|                     |      |       |                |  |

### Segundo Turno
| 23 de outubro 17:00 | Imperatriz | 2 - 2 | São José |  |
|                     |            |       |          |  |

| 24 de outubro 16:00 | Viana | 1 - 0 | Bacabal |  |
|                     |       |       |         |  |

| 24 de outubro 17:00 | IAPE | 2 - 1 | Nacional |  |
|                     |      |       |          |  |

| 27 de outubro 16:00 | Santa Quitéria | 0 - 3 | Sampaio Corrêa |  |
|                     |                |       |                |  |

| 27 de outubro 18:30 | São José | 3 - 1 | Bacabal |  |
|                     |          |       |         |  |

| 27 de outubro 20:30 | IAPE | 3 - 1 | Viana |  |
|                     |      |       |       |  |

| 27 de outubro 20:30 | Imperatriz | 4 - 3 | Maranhão |  |
|                     |            |       |          |  |

| 30 de outubro 16:00 | Nacional | 1 - 1 | Viana |  |
|                     |          |       |       |  |

| 1 de novembro 20:30 | Bacabal | 1 - 3 | IAPE |  |
|                     |         |       |      |  |

| 1 de novembro 20:30 | São José | 1 - 0 | Maranhão |  |
|                     |          |       |          |  |

| 4 de novembro 18:30 | São José | 3 - 0 | Viana |  |
|                     |          |       |       |  |

| 4 de novembro 20:30 | IAPE | 1 - 0 | Santa Quitéria |  |
|                     |      |       |                |  |

| 4 de novembro 20:30 | Bacabal | 0 - 1 | Sampaio Corrêa |  |
|                     |         |       |                |  |

| 4 de novembro 20:30 | Imperatriz | 2 - 1 | Nacional |  |
|                     |            |       |          |  |

| 7 de novembro 16:00 | São José | 1 - 4 | IAPE |  |
|                     |          |       |      |  |

| 7 de novembro 16:00 | Viana | 0 - 1 | Imperatriz |  |
|                     |       |       |            |  |

| 7 de novembro 18:00 | Maranhão | 2 - 0 | Santa Quitéria |  |
|                     |          |       |                |  |

| 8 de novembro 17:30 | Bacabal | 5 - 1 | Nacional |  |
|                     |         |       |          |  |

| 11 de novembro 16:00 | Santa Quitéria | 5 - 0 | Bacabal |  |
|                      |                |       |         |  |

| 11 de novembro 18:30 | Maranhão | 3 - 0 | Viana |  |
|                      |          |       |       |  |

| 11 de novembro 20:30 | São José | 1 - 2 | Sampaio Corrêa |  |
|                      |          |       |                |  |

| 13 de novembro 17:00 | Imperatriz | 0 - 1 | IAPE |  |
|                      |            |       |      |  |

| 14 de novembro 16:00 | Maranhão | 1 - 2 | Bacabal |  |
|                      |          |       |         |  |

| 14 de novembro 18:00 | Sampaio Corrêa | 5 - 0 | Nacional |  |
|                      |                |       |          |  |

| 15 de novembro 15:45 | Santa Quitéria | 3 - 0 | Viana |  |
|                      |                |       |       |  |

| 18 de novembro 19:30 | Maranhão | 2 - 0 | Nacional |  |
|                      |          |       |          |  |

| 18 de novembro 21:30 | Sampaio Corrêa | 4 - 0 | Viana |  |
|                      |                |       |       |  |

| 18 de novembro 21:30 | Bacabal | 0 - 1 | Imperatriz |  |
|                      |         |       |            |  |

| 21 de novembro 17:00 | Nacional | 1 - 5 | Santa Quitéria |  |
|                      |          |       |                |  |

| 21 de novembro 18:00 | Imperatriz | 3 - 1 | Sampaio Corrêa |  |
|                      |            |       |                |  |

| 21 de novembro 18:00 | IAPE | 0 - 2 | Maranhão |  |
|                      |      |       |          |  |

| 25 de novembro 16:00 | Santa Quitéria | 2 - 0 | Imperatriz |  |
|                      |                |       |            |  |

| 25 de novembro 16:00 | Nacional | 1 - 1 | São José |  |
|                      |          |       |          |  |

| 25 de novembro 20:30 | Sampaio Corrêa | 2 - 1 | Maranhão |  |
|                      |                |       |          |  |

| 28 de novembro 16:00 | São José | 2 - 4 | Santa Quitéria |  |
|                      |          |       |                |  |

| 28 de novembro 18:00 | Sampaio Corrêa | 2 - 0 | IAPE |  |
|                      |                |       |      |  |